# Korssjötjärnen
Korssjötjärnen är en sjö i Vilhelmina kommun i Lappland och ingår i Ångermanälvens huvudavrinningsområde. Korssjötjärnen ligger i Marsfjället Natura 2000-område.